# Ernest Godbout
Ernest Godbout, c.r., né à Québec, le 8 septembre 1912 et décédé à Québec le 13 août 2005 est un avocat québécois et homme politique.
Il étudie le droit à l'Université Laval et est admis au Barreau du Québec en juillet 1936. Créé conseiller du Roi (C.R.) le 11 mars 1948, il pratique le droit à Québec de 1940 à 1973.
Élu député libéral dans Québec-Est à l’élection générale anticipée du 22 juin 1962, l’emportant sur son adversaire de l’Union nationale, Armand Maltais. Il ne s'est pas représenté à l’élection générale du 5 juin 1966, et c'est Armand Maltais qui est réélu député ce comté, alors renommé Limoilou.